# Arte carolingio

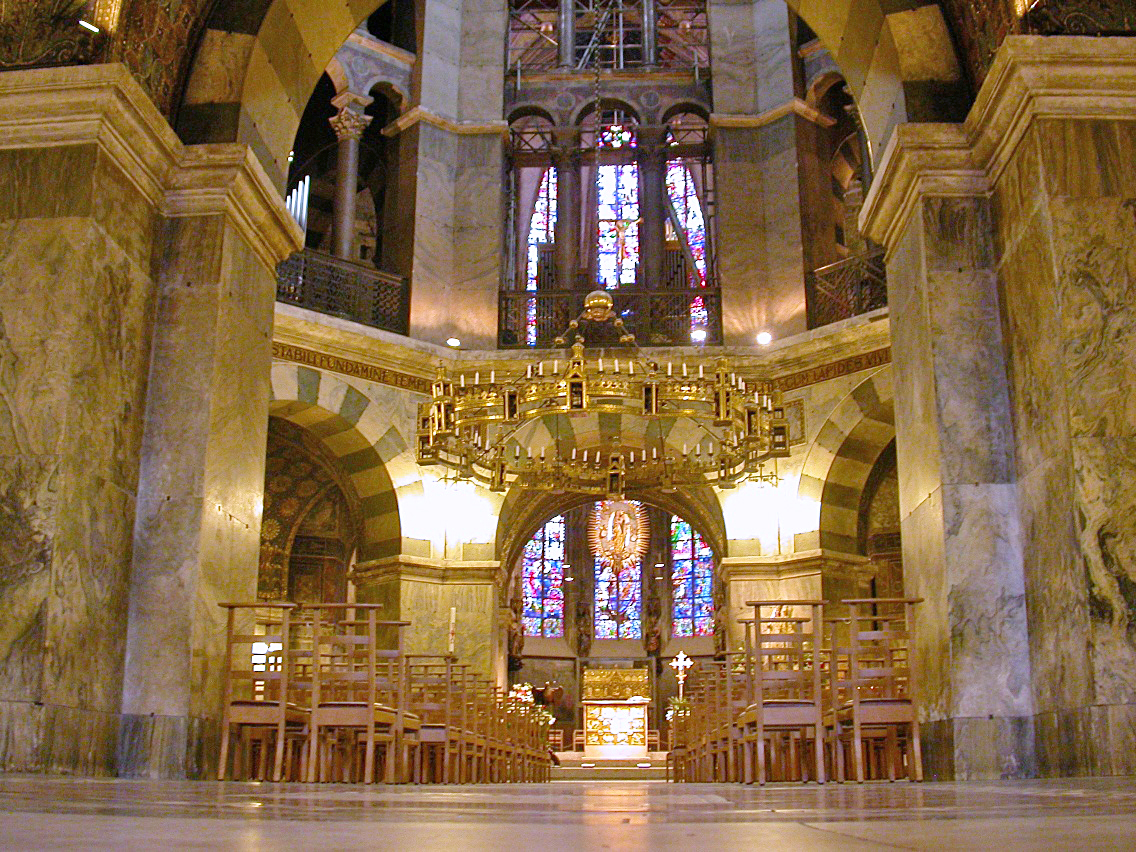
Interior de la Capilla Palatina, en Aquisgrán.

El arte carolingio viene del Imperio franco en el período de aproximadamente 120 años desde alrededor 780 hasta 900 —durante el reinado de Carlomagno y sus herederos inmediatos— popularmente conocido como Renacimiento carolingio. El arte fue producido por y para el círculo de la corte y un grupo de importantes monasterios bajo el patrocinio imperial; los ejemplos que sobreviven fuera de este círculo encantado muestran una caída considerable en la calidad de la artesanía y la sofisticación del diseño. El arte fue producido en varios centros en lo que ahora son Francia, Alemania, Austria, el norte de Italia y los Países Bajos, y recibió considerable influencia, a través de centros misioneros continentales, del arte insular de las islas británicas, así como una serie de artistas bizantinos que parecen haber residido en centros carolingios.
Por primera vez, en el norte de Europa se intentó resucitar y emular las formas y estilos clásicos del arte mediterráneo, que dieron lugar a una combinación de elementos clásicos y norteños en un estilo suntuoso y dignificado, en particular introduciendo la confianza septentrional de la representación de la figura humana, y preparando el escenario para el surgimiento del arte románico y finalmente del arte gótico en Occidente. La era carolingia es parte del período en el arte medieval a veces llamado Prerrománico. Después de un intervalo bastante caótico que siguió al período carolingio, la nueva dinastía otoniana revivió el arte imperial a partir de 950, construyendo sobre, y desarrollando más, el estilo carolingio para dar lugar al arte otoniano.

## Arquitectura
La arquitectura carolingia es la denominación historiográfica con la que se designa la producción arquitectónica en el territorio del antiguo reino franco bajo el gobierno de la dinastía carolingia, fundada por Pipino el Breve en 751. Se refiere así a la arquitectura en los siglos VIII y IX en el imperio carolingio, que abarcaba en su máxima extensión, durante el reinado de Carlomagno (768-814), gran parte de Europa occidental, excepto las islas británicas, la península ibérica y el sur de la itálica (es decir, los actuales Francia, Alemania, Suiza, Austria, el Benelux y norte de Italia).
La cultura y el arte europeo habían sufrido drásticos cambios con la caída del Imperio Romano de Occidente y la entrada y asentamiento de los pueblos bárbaros (visigodos, ostrogodos, francos, sajones...); de todos ellos, los francos fueron los más importantes para la civilización europea y los más conocidos, principalmente desde el siglo VIII cuando Carlomagno, primero como rey y luego como emperador, logró unificarlos, lo que daría lugar con el tiempo a la formación del reino de Francia y del Sacro Imperio romano germánico. El emperador fijó su residencia en Aquisgrán proponiéndose convertirla en una nueva Roma (como lo habían sido antes Bizancio y Rávena). Reunió allí a expertos en todas las artes y ciencias —la Escuela Palatina de Aquisgrán, bajo la dirección de Alcuino de York— y fomentó los estudios artísticos, literarios, jurídicos (el llamado renacimiento carolingio); desarrolló el empleo del latín medieval y la minúscula carolingia, proveyendo un lenguaje común y un estilo de escritura que permitieron una mejora de la comunicación entre la minoría culta de la mayor parte de Europa. Se utiliza incluso la expresión humanismo carolingio para designar la labor de recuperación de la cultura clásica latina que se dio esencialmente en los monasterios carolingios.
El papa quería, con la ayuda de Carlomagno, reorganizar y homogeneizar la Cristiandad, en un momento en que el mundo cristiano se estaba estructurando y se teorizaba sobre el monacato. Se reformaron los ritos sacramentales, se introdujo el bautismo de niños en el hogar, la obligación del descanso dominical, la asistencia a los oficios y la comunión tres veces al año. Carlomagno quería comunidades monásticas estables dirigidas por un abad de valía, con los religiosos dedicados al trabajo manual, intelectual y sobre todo litúrgico. En 813, hizo difundir por todo el reinola Regla de San Benito con el cambio en la disposición de los monasterios (la planta de Saint-Gall constituye el testimonio más apreciable con sus indicaciones prácticas, teóricas y espirituales). El obispo Crodegango de Metz introdujo la liturgia romana, lo que provocó cambios significativos en la arquitectura de las iglesias: la basílica de San Pedro en Roma, el Santo Sepulcro de Jerusalén y la arquitectura paleocristiana pasaron a convertirse en las referencias de los diseñadores carolingios. 
El primer período de la arquitectura carolingia, el de Pipino el Breve y del comienzo del reinado de Carlomagno, parece marcado por la actividad de poderosos eclesiásticos, el ya citado Crodegango, el abad Fulrado de Saint-Denis o Manassès, abad de Flavigny. Alrededor de 780-790, con la fundación de la abadía de Lorsch, el florecimiento de Corbie, el lanzamiento de Saint-Riquier y de la abadía de Fulda, se anunciaba ya una nueva monumentalidad. El palacio de Aquisgrán con su capilla palatina será la joya y lo más destacado de esta época, para el que Carlomagno hizo llegar desde Ravena materiales de construcción (columnas y mármoles) y restos de otras construcciones antiguas.
El renacimiento carolingio se manifestó por un sorprendente auge de la construcción. Entre 768 y 855, se registra la construcción de 27 nuevas catedrales, de 417 establecimientos monásticos y de 100 residencias reales. Bajo Carlomagno se construyeron 16 de esas 27 catedrales, 232 de los monasterios y 65 de los palacios. Los reyes no fueron los únicos responsables de las obras, pero si proporcionaron los arquitectos y los fondos. El redescubrimiento de los tratados arquitectónicos de Vitruvio permitía edificar construcciones de piedra, un material todavía poco utilizado en el norte del Loira. Al final del reinado de Carlomagno, se vio una multiplicación de proyectos arquitectónicos a menudo muy importantes y la integración de hechos recientes de la liturgia y de las codificaciones monásticas.
Los carolingios realizaron algunas aportaciones importante en la arquitectura: en los monasterios carolingios —como el de Corvey, el de Fulda (del que sólo se conserva el pórtico)— se experimentaron soluciones que cristalizaran en el modelo de construcción de los monasterios benedictinos —que se fijará luego en Cluny— y en la organización de las plantas románicas; y los westwerks —construcciones adosadas al frente occidental de las iglesias a las que se abren y donde el emperador asistía a los oficios, que externamente funcionaban como un pórtico, flanqueado por dos torres— carolingios, y luego otonianos, que anticiparon las fachadas de la época románica.
Más que de un estilo bien determinado fue un renacimiento o deseo de recuperación de la arquitectura romana —al igual que en otras artes— aunque algunos historiadores también señalan que los artistas y los elementos por él reunidos en su corte, muchos llegados de Rávena, y las relaciones que mantenía con los emperadores de Oriente, permitieron la incorporación de influencias de la arquitectura bizantina. Será una arquitectura humana, realista, figurativa y monumental; los edificios tendrán exteriores e interiores masivos, pesados y severos, ricamente decorados con murales, mosaicos y bajorrelieves.
El conocimiento de la arquitectura carolingia, ante los escasos monumentos originales conservados —la mayoría reemplazados por monumentos más grandes y más recientes en estilo románico y gótico—, se basa en documentos indirectos, como descripciones textuales o dibujos, y sobre todo en datos arqueológicos procedentes de excavaciones que han permitido restituir la planta de algunos edificios. Prácticamente todos los monumentos que se conservan inalterados han sido declarados Patrimonio de la Humanidad: la «catedral de Aquisgrán» (1978), el «convento benedictino de Saint-Jean-des-Soeurs en Müstair» (1983), la «abadía y viejo monasterio de Lorsch» (1991), la «isla monástica de Reichenau» (2000) y el «Westwerk carolingio y civitas de Corvey» (2014).
Dos de las principales obras que se conservan fueron debidas a Eudes de Metz: el palacio de Aquisgrán y el oratorio de Germigny-des-Prés. Del primero no se conserva más que la capilla palatina (hoy catedral de Santa María, bastante modificada externamente), de planta central (octogonal al interior, que al exterior se convierte en poligonal de dieciséis lados), en cuya cúpula ochavada se advierte la influencia de San Vital de Rávena, si bien los capiteles de sus columnas son de tipo romano. El segundo, de planta también central (basada en la cruz griega en torno a un cuadrilátero), tiene ábsides en herradura, cúpula y arcos también en herradura, lo que puede entenderse como influencia de la arquitectura hispano-visigoda (era encargo del obispo Teodulfo de Orleans, de ese origen). Otro edificio importante es la iglesia abacial de Saint-Philbert-de-Grand-Lieu.
Los carolingios erigieron otros palacios en distintas partes del Imperio, como Ingelheim y Nimègue, mientras que en Italia se construían bajo la protección imperial algunas basílicas de estilo latino, como San Zenón de Bardolino, el sacellum —recinto sacro—de San Sátiro de Milán, Santa Práxedes de Roma con la capilla de San Zenón.
Cronológica y estilísticamente la arquitectura carolingia es una de las variantes locales de la arquitectura prerrománica. La arquitectura otoniana prolongó en Alemania, hasta llegar al siglo XI, la influencia del estilo carolingio, aunque la mayoría de las iglesias germánicas de la época siguen el modelo de las basílicas romanas.
- Edificios carolingios
- Exterior del oratorio de Germigny-des-Prés[13]
- Vista lateral de la abacial de Saint-Philbert-de-Grand-Lieu, con el jardín reconstruido
- Ábside de la abacial de San Juan en Müstair, lo poco que queda sin reformar
- Westwerk de Corvey
- Torhalle de Lorsch

## Pintura de los carolingios

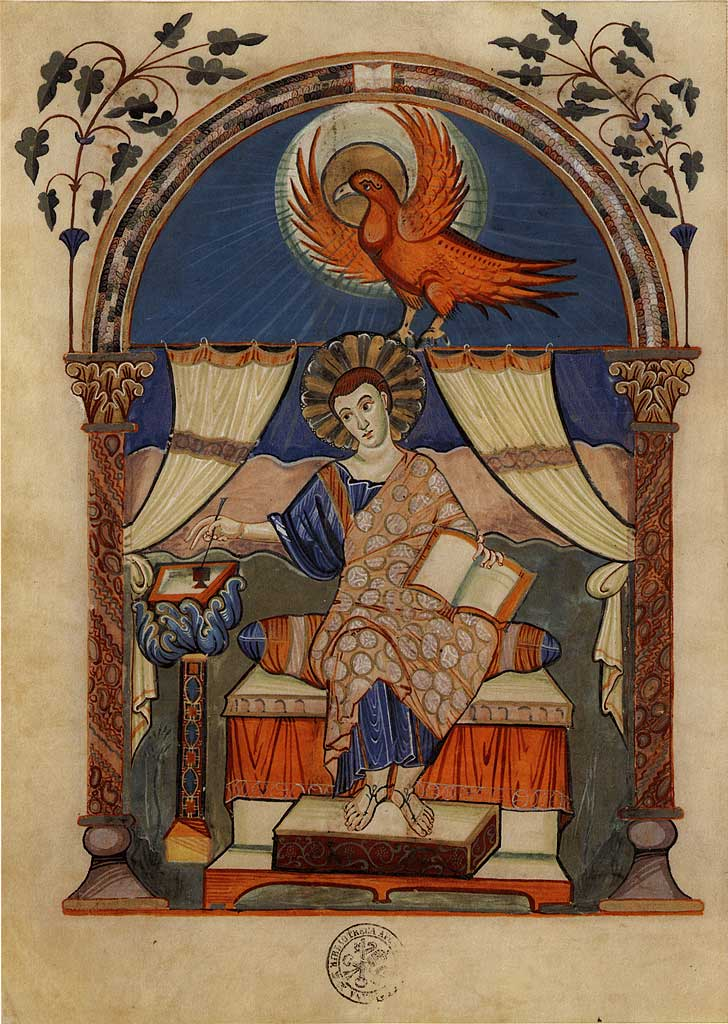
Codex Aureus de Lorsch 778-820. Escuela palatina

De la pintura, tanto de temas sacros como profanos, quedan pocos fragmentos, pero de extraordinario valor, en Saint-Germain de Auxerre (Yonne) y en la cripta de San Máximo de Tréverisop, así como las pinturas de San Juan de Müstair.
El único mosaico fue mandado construir en un ábside de un oratorio de Germigny-des-Prés.

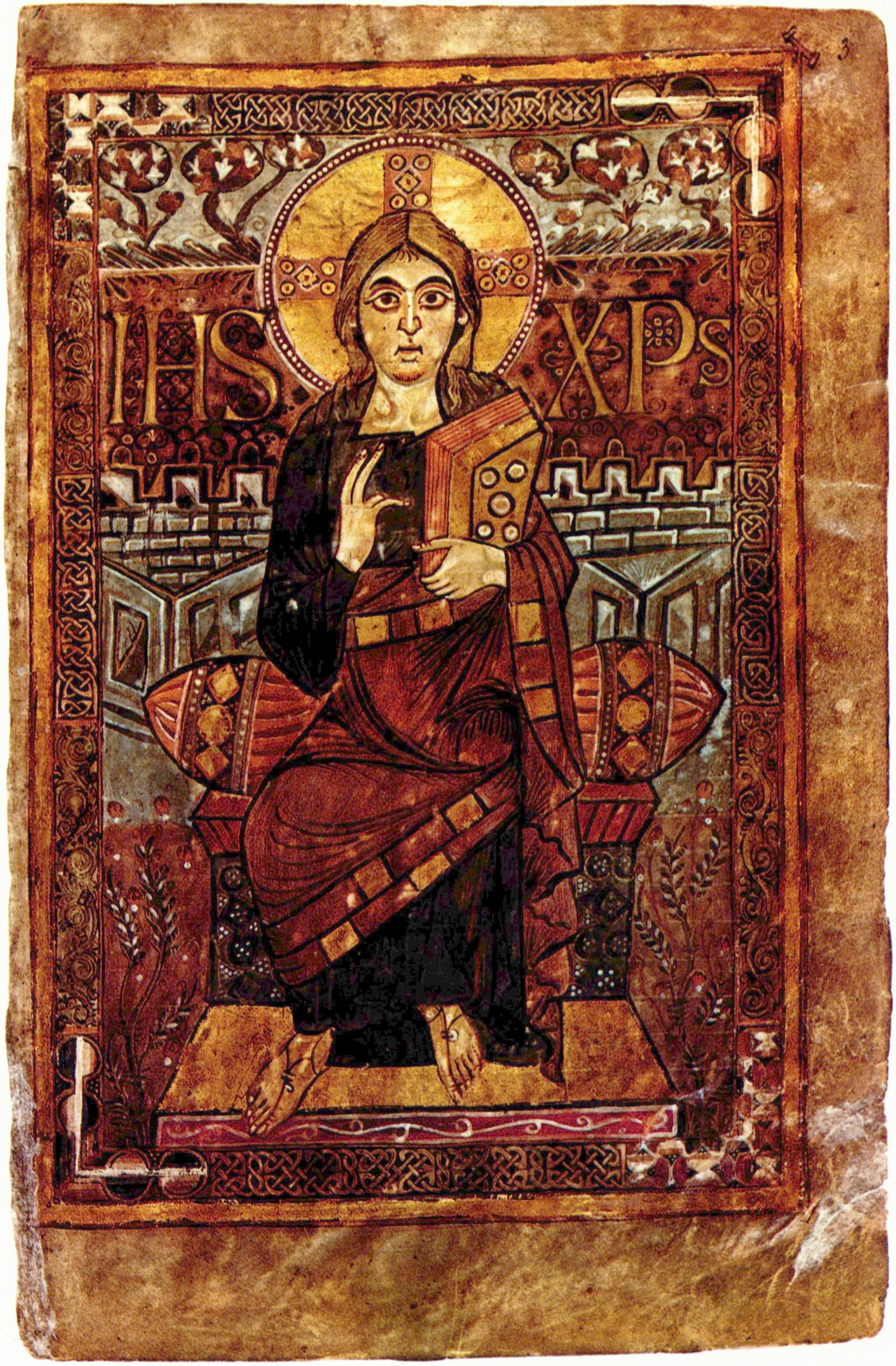
Evangeliario de Godescalco, ca. 781-783
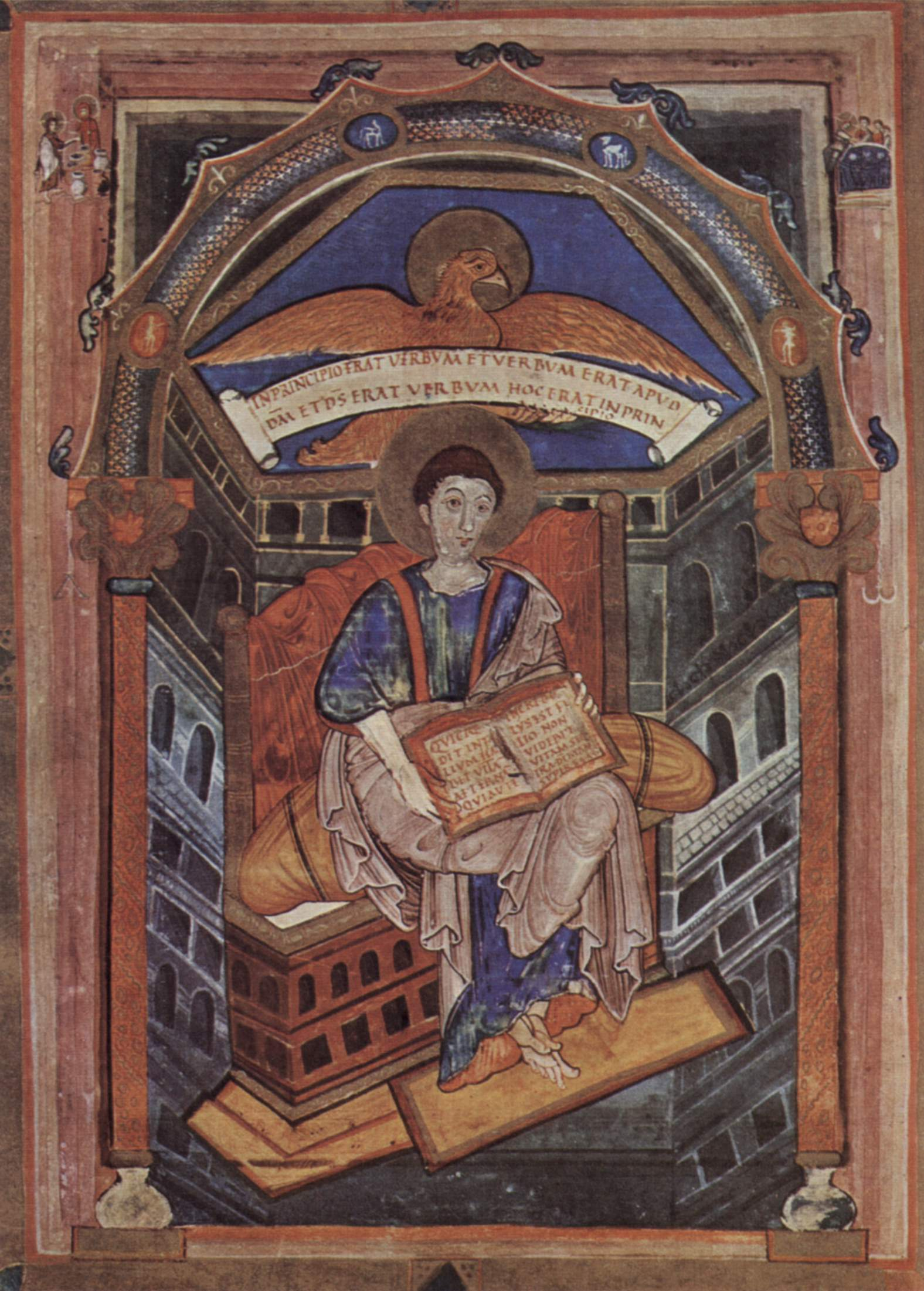
Evangeliario de San Medardo de Soissons, principios del siglo IX
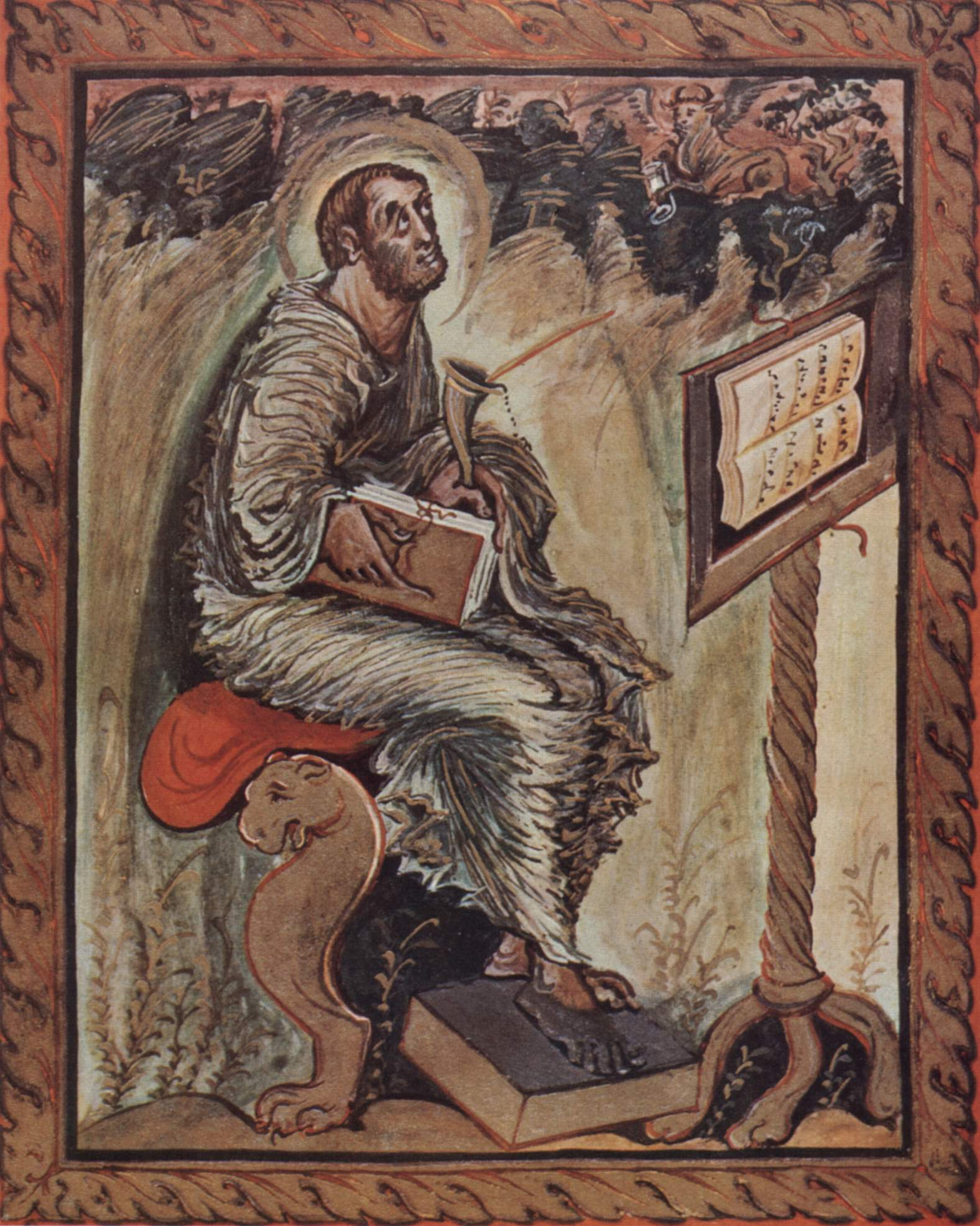
Evangeliario de Ebo, ca. 823
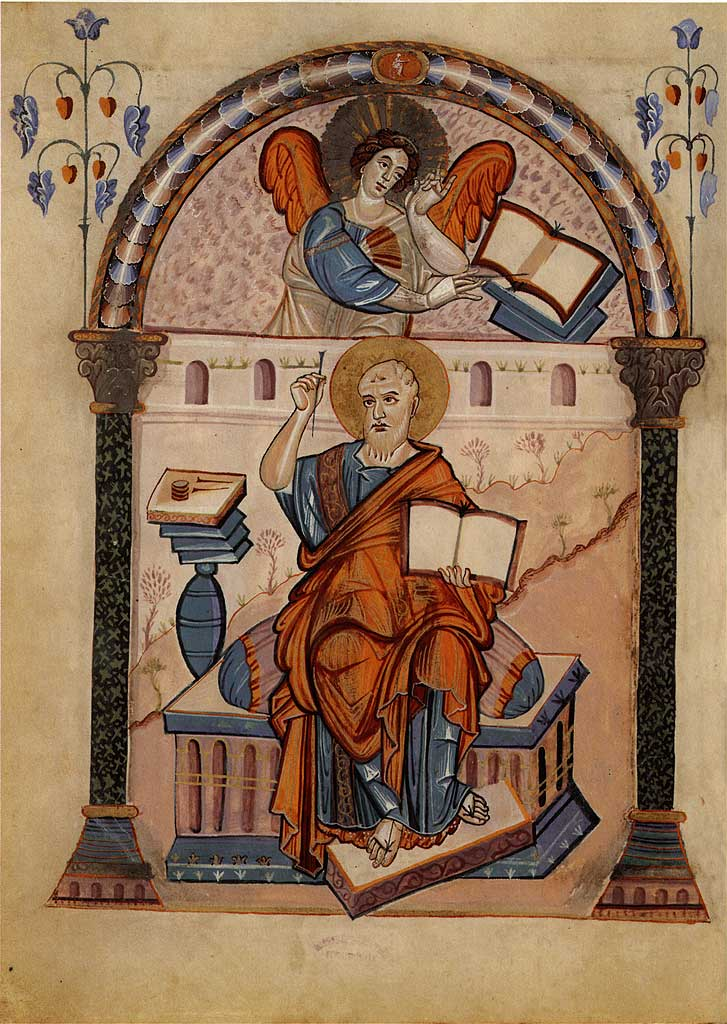
Codex Aureus de Lorsch
Bible de Vivien, BnF Ms. Lat. 1, fol. 239v.

La miniatura carolingia está representada por una diversidad de escuelas:
Escuela palatinaFue creada en la Corte, ejemplificada en el Evangeliario de la Coronación (Viena), que según la tradición fue hallado por Otón III a los pies del cadáver de Carlomagno, cuando se abrió su sepulcro; y Evangeliario de San Medardo de Soissons (Biblioteca Nacional de Francia).
Escuela de AdaEstá relacionada con la anterior, emplea abundantemente el oro y la plata. Destaca el Evangeliario de Godescalco (Godesscalc o Godescalc) que se conserva en la Biblioteca Nacional de Francia.
Escuela de ToursÉsta gira en torno a la figura de Alcuino de York. Se siente cierta influencia irlandesa. Su obra más importante es la primera de las Biblias de Carlos el Calvo (Biblioteca Nacional de Francia).
Escuela de ReimsMarca la evolución hacia el románico. Produjo el Salterio de Utrecht (Biblioteca Universitaria de Utrecht) y el Evangeliario de Ebo (Biblioteca de Épernay).
Otras escuelasRelacionadas con la escuela de Reims están las de Saint Denis, Metz y Fulda, que se relacionan con las obras otonianas del siglo X.

## Escultura

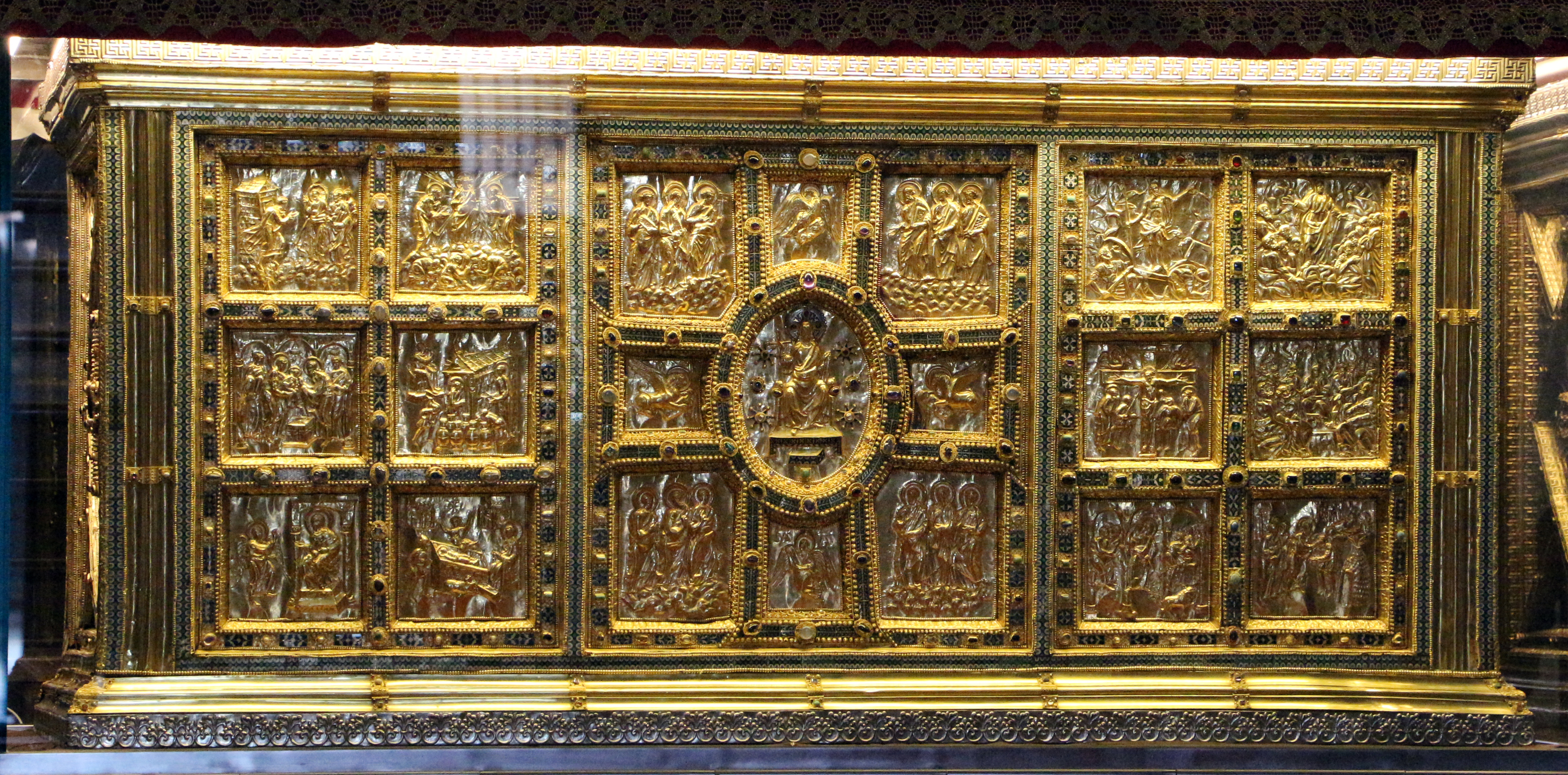
Altar de San Ambrosio de Milán, obra de Vuolvinus (c. 850)

La escultura queda limitada a una función decorativa discreta, en capiteles clásicos donde la piedra toma protagonismo en lugar del mármol.(Como el representando a Daniel en el foso de los leones)
Quedan varias pequeñas tallas en marfil: las del "grupo de Ada", nombre de una hermana de Carlomagno, las del grupo de Liutardo (British Museum) y los de la escuela de Metz.
En el Museo del Louvre puede verse una pequeña estatua ecuestre de Carlomagno, elaborada en bronce.

## Artes aplicadas
Entre las artes aplicadas, destaca la orfebrería, con esmaltes de influencia bizantina. Entre las piezas que se conservan de la época, cabe mencionar:
- Imagen relicario de Sainte-Foy (catedral de Conques)
- Altar de oro de San Ambrosio de Milán, h. 850
- Cáliz de Tasilo (Kremsmünter)
- Tapa del Evangeliario de Lindau (Morgan Library)
- La corona de hierro de los longobardos (Tesoro de la catedral de Monza)

## Lectura adicional
- Azcárate Ristori, J. M.ª de, y otros, Historia del arte, Anaya, Madrid, 1986. ISBN 84-207-1408-9

- Wikimedia Commons alberga una categoría multimedia sobre Arte carolingio.

- Datos: Q614082
- Multimedia: Carolingian art / Q614082